# Chiesina Uzzanese
Chiesina Uzzanese ist eine Stadt mit 4495 Einwohnern (Stand 31. Dezember 2023) in der italienischen Provinz Pistoia der Region Toskana. Der Ort pflegt eine Städtepartnerschaft mit der französischen Stadt Saint-Memmie.
Die Nachbarorte sind Altopascio (LU), Buggiano, Fucecchio (FI), Montecarlo (LU), Pescia, Ponte Buggianese und Uzzano.

## Demografie
Chiesina Uzzanese zählt 1540  Privathaushalte. Zwischen 1991 und 2001 stieg die Einwohnerzahl geringfügig von 3934 auf 3983 an. Dies entspricht einem prozentualen Zuwachs von 1,2 %.
Einwohnerentwicklung von Chiesina Uzzanese bis 2001: